# 기원전 제8천년기
기원전 제8천년기는 기원전 8000년부터 기원전 7001년까지이다. 농업은 비옥한 초승달 지대와 아나톨리아에서 널리 이루어졌다.
도자기가 널리 퍼졌으며(중앙아메리카에서 독립적으로 발달), 축산이 아프리카와 유라시아로 퍼져나갔다. 당시 세계 인구는 약 500만 명이다.